# Saint-Savin (Gironda)
Saint-Savin é uma comuna francesa na região administrativa da Nova Aquitânia, no departamento da Gironda. Estende-se por uma área de 33,68 km². Em 2010 a comuna tinha 3 259 habitantes (densidade: 96,8 hab./km²).